# George William Ross
George William Ross (Middlesex  Country, 18 de septiembre de 1841-Toronto, 7 de marzo de 1914) fue un profesor y político canadiense, primer ministro de Ontario (1899 - 1905).

## Biografía
Nació cerca de Nairn (Ontario), hijo de inmigrantes escoceses. Trabajó como profesor e inspector escolar antes de entrar en la política. 
En 1872 integró la legislatura de Ontario por el Partido Liberal de Canadá, siendo reelecto en 1872, 1874 y 1878. Durante su mandato fue un activo defensor de la prohibición del consumo de bebidas alcohólicas (Canada Temperance Act). Fue nuevamente reelecto en 1882, pero su victoria fue posteriormente declarada nula.
En 1883 el gobernador de Ontario, el liberal Sir Oliver Mowat, le ofreció el ministerio de educación. Durante su administración supervisó la construcción de más de 300 bibliotecas, impulsó la educación preescolar y  creó una escuela provincial de pedagogía para la formación de inspectores escolares y maestros. Aumentó las subvenciones al sistema educativo, amplió la autoridad del Departamento Provincial de Educación, y supervisó la expansión de la educación universitaria, impulsando la federación de universidades más pequeñas con la Universidad de Toronto.
Apoyó la generalización de los derechos que gozaban las escuelas públicas (protestantes) a las de la minoría católica, lo que motivó la oposición del Partido Progresista Conservador de Ontario y la formación de la Asociación Protectora Protestante impulsada por la Orden de Orange en la década de 1890 con el objeto de oponerse a la expansión de los derechos de los católicos y para tratar de excluirlos de la vida pública en la provincia.
Después del retiro de Mowat, y tras un corto interregno de Arthur Sturgis Hardy, Ross se convirtió en Premier de Ontario el 21 de octubre de 1899.
Apodado el "Padre del Nuevo Ontario", tuvo un papel decisivo en el desarrollo del norte de Ontario, promoviendo el desarrollo de sus recursos mineros, del área del Clay Belt y el establecimiento de la Ontario Northland Railway en 1902. 
Tras treinta años, la administración liberal estaba agotada y si bien fue reelegido en las elecciones generales de 1902, la mayoría liberal se redujo a un escaño debilitando su gobierno, que pronto se vio envuelto en una serie de controversias por compras de votos, favoritismo hacia determinadas compañías, y por su posición respecto de la prohibición y de la propiedad de la generación de electricidad.
Finalmente, en las elecciones generales del 25 de enero de 1905 los liberales perdieron veintidós escaños y los conservadores ganaron sesenta y nueve, imponiendo a James P. Whitney como nuevo Premier.Ross continuó liderando al partido liberal y en 1907 fue nombrado miembro del Senado canadiense. En 1910 recibió el título de caballero de manos del rey Jorge V. Escribió dos libros sobre su paso por la política canadiense. Murió en 1914. Fue padre del parlamentario Duncan Campbell Ross.